# Nikolaj Fjodorovič Preobraženski
Nikolaj Fjodorovič Preobraženski [nikoláj fjodórovič preobražénski] (rusko Никола́й Фёдорович Преображе́нский), rusko-slovenski jezikoslovec, filolog, kulturni in literarni zgodovinar, rusist, prevajalec, * 24. marec 1893, Nižni Novgorod, Ruski imperij (sedaj Rusija), † 22. november 1970, Zadar, SFRJ (sedaj Hrvaška).
Ime Preobraženskega je tesno povezano z razvojem rusistike na ljubljanski univerzi, kjer je deloval med letoma 1922 in 1959. Ukvarjal se je z razvojem poučevanja ruskega jezika na slovenskih šolah na sploh. Zaradi svojega dela je bil pomemben sooblikovalec slovenske kulture. V rodnem kraju je spoznal Maksima Gorkega.

## Življenje in delo
Preobraženski se je rodil v družini učiteljev, Fjodorja Ivanoviča in Aldre Pavlove. Po maturi leta 1911 je odšel v Moskvo. Tu se je vpisal na slavistični oddelek imperialne moskovske univerze. Maja 1914 je po šestem semestru na pobudo svojega profesorja, zgodovinarja, tedaj rektorja univerze Matveja Kuzmiča Ljubavskega odšel v Prago, kjer naj bi zbiral gradivo za svojo disertacijo. Iz disertacije naj bi nastalo tudi habilitacijsko delo pri predmetu slovanska zgodovina. Tedaj se je začela 1. svetovna vojna in avstrijske oblasti so ga v Hodorivu v Galiciji avgusta tega leta pridržale kot domnevnega ruskega vohuna ter ga decembra poslale v konfinacijo v Gradec.
Eden od razlogov, da se po vojni ni vrnil v Rusijo, je bil odnos boljševistične oblasti do Ruske pravoslavne cerkve. Na to odločitev je vplivala tudi smrt staršev. Po vojni se je decembra 1918 vpisal na graško univerzo. Najprej je hotel dokončati študij v Zagrebu na tamkajšnji filozofski fakulteti. V Gradcu je obiskoval slovanski seminar Univerze Karla in Franca in med drugim poslušal predavanja slovenskih rednih profesorjev Matije Murka in Rajka Nahtigala. 2. avgusta 1919 je opravil doktorski izpit z disertacijo Kmetje in veleposestvo na Češkem v 16. stoletju (Grundherrschaft in Böhmen in 16. Jahrhunderts). Med letoma 1919 in 1921 je nadaljeval študij v Pragi in bil asistent v seminarju za umetnostno zgodovino na Karlovi univerzi. Junija 1921 je dosegel veniam legendi (privatno docenturo) na podlagi habilitacije.
Na ljubljanski univerzi se mu ni uspelo habilitirati za zgodovino in slavistiko. Za habilitacijo za zgodovino je najbolj nasprotoval Ljudmil Hauptmann. Po Nahtigalovem posredovanju je leta 1922 postal lektor za ruski jezik na ljubljanski univerzi. V tem času je objavljal krajše informativne članke o ruski književnosti, predvsem sovjetski, v periodičnem tisku. Leta 1927 je kot begunec prejel državljanstvo Kraljevine SHS še pred zakonom o pridobitvi državljanstva. Čeprav dejansko ni emigriral iz Rusije, ampak se le ni vrnil, je vseeno veljal za »beloemigranta«.
Po smrti Ivana Prijatelja je leta 1937 kot honorarni predavatelj na literarnozgodovinskem oddelku slovanske filologije prevzel preglede novejše ruske književnosti. Ta predmet je med 2. svetovno vojno razširil s predavanji o ruski književnosti 18. stoletja. Predaval je tudi rusko historično slovnico in dialektologijo.
Leto dni po izvolitvi za izrednega profesorja za ruski jezik in književnost (1958) je odšel na filozofsko fakulteto v Zadar. Tu je bil najprej 1. aprila 1957 imenovan za izrednega profesorja. Od leta 1959 do leta 1963 je bil redni profesor ruskega jezika in ruske književnosti. Kot upokojeni redni profesor zadrske filozofske fakultete je nekaj časa gostoval na slavističnem oddelku Univerze v Frankfurtu.

## Izbrana dela
Članki
- ——— (1915), »Razvoj umevanja in perijodizacije ruske zgodovine«, Ljubljanski zvon, Ljubljana: Tiskovna zadruga, 35 (4): 230–373 (Po rokopisu poslovenil Joža Glonar)
- ——— (1916), »Jakob Tarabanin: Ruska publicistika«, Ljubljanski zvon, 36 (1): 22–31, 84–89, 120–124
- ——— (1918), »Rusija v nemški luči«, Ljubljanski zvon, 38 (2): 125–136
- ——— (1918), »Dve tri o poljskem nacijonalizmu«, Ljubljanski zvon, 38 (11): 681–687
- ——— (1919), »K zedinjenju cerkva«, Ljubljanski zvon, 39 (5): 272–280
- ——— (1920), »„Od zarje do zarje" : Dijaške komedije Leonida Andrejeva«, Ljubljanski zvon, 40 (2): 138–144
- ——— (1925), »Nova Rusija«, Ljubljanski zvon, 45 (11): 612–705
- ——— (1927), »Pantelejmon Romanov«, Ljubljanski zvon, 47 (5): 284–285
- ——— (1927), »Srbsko-hrvatska dela : A. Jelačić: Ruska revolucija i njeno reklo. »Nova Evropa.« Zagreb 1925«, Ljubljanski zvon, 47 (5): 312–315
- ——— (1928), »F. Sologub, 1863–1927«, Ljubljanski zvon, 48 (1): 63–64
- ——— (1929), »Lev Tolstoj 1828 - 9.IX. - 1928«, Ljubljanski zvon, 49 (1): 32–40
- ——— (1929), »Pisatelj in socialno naročilo«, Ljubljanski zvon, 49 (12): 740–753
- ——— (1930), »Prof. J. Orožen: Učbenik ruskega jezika. : V Ljubljani 1929. Založila Jugoslovanska knjigarna«, Ljubljanski zvon, 50 (5): 306–307
- ——— (1930), »Kronika : Vladimir Majakovskij«, Ljubljanski zvon, 50 (8): 511–512
- ——— (1933), »Zapiski : Puškinovi potomci«, Ljubljanski zvon, 53 (5): 319–320
- ——— (1933), »Obzornik : Pred Puškinovo stoletnico : (Novi teksti, viri, razprave, življenjepisi.)«, Ljubljanski zvon, 53 (12): 736–743
- ——— (1934), »Obzornik : Ivan A. Bunin — Nobelov lavreat«, Ljubljanski zvon, 54 (1): 62–64
- ——— (1934), »Taras Ševčenko : Ob 120. obletnici pesnikovega rojstva«, Ljubljanski zvon, 54 (8): 495–501
- ——— (1936), »Bela gospodična«, Žena in dom, 7 (7): 266–267, COBISS 1098775646
- ——— (1937–1939), »Станционный смотритель и Н. Н. Ланская (Из семейных воспоминаний.)«, Etnolog, knj. 10/11: 285–287, COBISS 239621632
- ——— (1940), Slovenski Zbogar pri Puškinu in Lermontovu, Slavistično društvo Slovenije, COBISS 85724163
- ——— (1955), »Odnos Dostojevskega do stvarnosti«, Jezik in slovstvo, Ljubljana: Zveza društev Slavistično društvo Slovenije, 1 (6/7): 200–202, COBISS 15906093, ISSN 0021-6933

Učbeniki
- ——— (1945), Prvi korak, Ljubljana: Državna založba Slovenije, COBISS 21667843
- Bezlaj, France; ———; Prezelj, Josip; Šafar, Franček; Tominšek, Vlasta (1945), Ruska vadnica za nižjo stopnjo I, Ljubljana: Državna založba Slovenije, COBISS 14888599
- ———; Šafar, Franček; Tominšek, Vlasta (1946), Ruska vadnica za I. razred gimnazij, Ljubljana: Državna založba Slovenije, COBISS 42163201
- ———; Šafar, Franček; Tominšek, Vlasta (1949), Ruska vadnica za II. razred gimnazij, Ljubljana: Državna založba Slovenije, COBISS 88392

Prevodi
- Bunin, Ivan Aleksejevič (1929), Ночной разговор : рассказы / (1912) [Ponočni pomenek : povesti], Ljubljana: Kmetijska matica, COBISS 363379
- Dmitrijevski, Sergej Vasiljevič (1938), Сталин. / (1931) [Stalin], Maribor: Tiskovna založba, COBISS 2310234 prevod skupaj z Bizjak, Zvonko Anton
- Leskov, Nikolaj Semjonovič (1942), Очарованный странник / (1873); Несмертельный Голован / (1880) [Začarani romar ; Nesmrtni Golovan], Ljubljana: Konzorcij "Slovenca", COBISS 32169985

Slovarji
- Kotnik, Janko; Bizjak, Zvonko Anton; ——— (1950), Slovensko-ruski slovar, Ljubljana: Državna založba Slovenije, COBISS 611585